# Ana Paula Zacarias

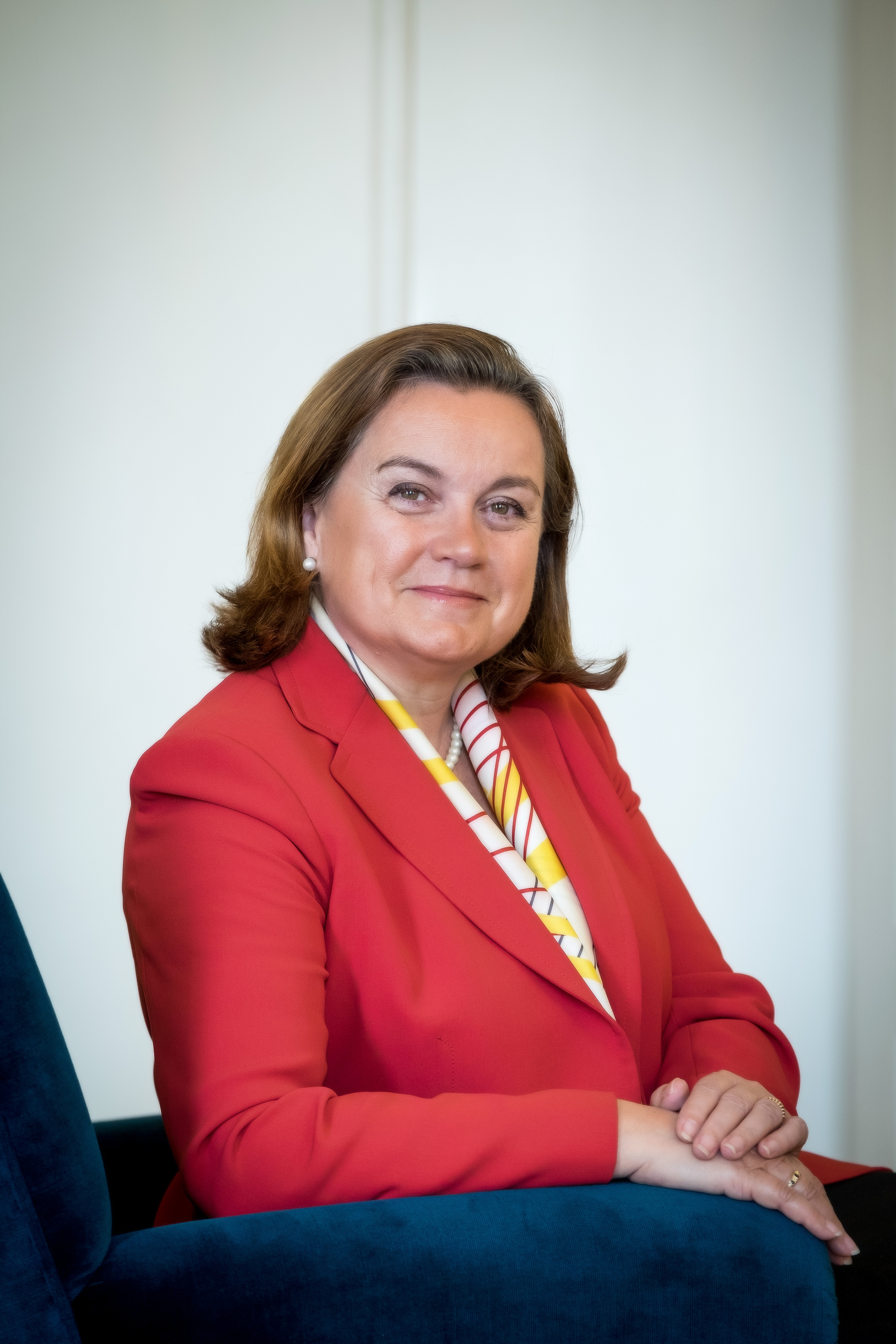
Ana Paula Zacarias.

Ana Paula Baptista Grade Zacarias DmIH • GOM (Lisboa, 5 de janeiro de 1959 (66 anos)) foi Secretária de Estado dos Assuntos Europeus do XXI Governo Constitucional de Portugal.  

## Biografia
Filha de Manuel Mestre Zacarias (Loulé, Quarteira, 4 de Junho de 1929 - ?) e de sua mulher Maria Isette Baptista Grade (Loulé, 17 de Fevereiro de 1937 - ?) e irmã de Henrique Manuel Baptista Grade Zacarias (Lisboa, 22 de Setembro de 1970).
Licenciada em Antropologia Cultural pela Faculdade de Ciências da Universidade Nova de Lisboa.
Assistente na Faculdade de Ciências Sociais e Humanas da UNL.
Funcionária Diplomática do Ministério dos Negócios Estrangeiros desde 1983.
Cargos exercidos em Portugal: Secretária de Embaixada nos Serviços do Protocolo do Estado e na Direção de Serviços da Europa; Consultora para as Relações Internacionais na Presidência da República; Diretora dos Serviços de Informação e Imprensa; Vice-presidente do Instituto Camões.
Cargos exercidos no estrangeiro: Secretária de Embaixada na Embaixada de Portugal em Washington; Cônsul de Portugal em Curitiba; Representante Permanente Adjunto na Delegação de Portugal junto da UNESCO em Paris, Embaixadora de Portugal na Estónia; Representante Adjunto na Representação Permanente de Portugal junto da União Europeia.
No Serviço de Ação Externa da União Europeia desde 2011 na qualidade de Embaixadora da União Europeia no Brasil e desde 2015 de Embaixadora da União Europeia para a Colômbia e Equador.
Foi casada com o Dr. Inácio Manuel Nunes Fiadeiro (Lisboa, Campo Grande, 26 de Maio de 1958), psicólogo, filho de Inácio Barradas da Silva Fiadeiro (Évora, 29 de Maio de 2013 - Lisboa, 16 de Junho de 2003) e de sua mulher Carminda Louro Xavier Nunes (Silves, São Bartolomeu de Messines, 7 de Janeiro de 1920 - ?) com um filho e uma filha, João Afonso Zacarias Fiadeiro (Washington, DC, 15 de Fevereiro de 1991) e Mariana Zacarias Fiadeiro (Brasil, 23 de Agosto de 1995).

## Condecorações[2][3]
Pela sua atuação, foi condecorada como:
- Comendadora da Ordem Real da Estrela Polar da Suécia (28 de Janeiro de 1986)
- Dama da Ordem do Infante D. Henrique de Portugal (21 de Julho de 1987)
- Comendadora da Ordem do Libertador da Venezuela (28 de Novembro de 1987)
- Senhora Comendadora da Ordem do Mérito Civil de Espanha (20 de Março de 1989)
- Dama da Ordem Nacional da Legião de Honra de França (7 de Maio de 1990)
- Comendadora da Ordem da Fénix da Grécia (15 de Novembro de 1990)
- Oficial da Ordem da Coroa de Carvalho do Luxemburgo
- Grande-Oficial da Ordem do Mérito de Portugal (9 de Julho de 1999)
- Segunda Classe da Ordem da Estrela Branca da Estónia (29 de Março de 2006)
- Comendadora da Ordem Nacional do Cruzeiro do Sul do Brasil